# NGC 572
NGC 572 (другие обозначения — ESO 296-31, MCG −7-4-9, PGC 5508) — линзообразная галактика (SB0) в созвездии Скульптор. Открыта Джоном Гершелем 4 сентября 1834 года из обсерватории на мысе Доброй Надежды. Описание Дрейера: «очень тусклый, маленький объект, соединён с маленькой и тусклой звездой, а рядом наблюдается яркая звезда». Его описание хорошо совпадает с современными представлениями об объекте PGC 5508. 
Этот объект входит в число перечисленных в оригинальной редакции «Нового общего каталога».